# (30638) 6237 P-L
6237 P-L (asteroide 30638) é um corpo celeste do Cinturão de Asteroides, localizado entre Marte e Júpiter. Possui uma excentricidade de 0.02495590 e uma inclinação de 4.97646º.
Este asteroide foi descoberto no dia 24 de setembro de 1960 por Cornelis Johannes van Houten e Ingrid van Houten-Groeneveld e Tom Gehrels em Palomar.